# Зеркальное (озеро, Алтайский край)
Зеркальное — озеро в Шипуновском районе Алтайского края, к юго-западу от озера Урлаповского в Барнаульском ленточном бору.
Площадь водной поверхности 18,54 км², длина береговой линии 40,8 км, коэффициент извилистости — 2,6. Длина озера 11,7 км, ширина 2,4 км, максимальная глубина около 8 м, средняя — 1,7 м.
Прибрежно-водная растительность представлена тростником и камышом (до 20 % всей площади озера). Из погруженной растительности отмечены рдесты. Массовое развитие имеет фитопланктон и зоопланктон.
Зообентос озера представлен личинками комаров-звонцов, озёрными бокоплавами, клопами-плавтами, моллюсками-катушками, личинками подёнок и двустворчатыми моллюсками.

## Топографические карты
- Лист карты N-44-XXXIV. Масштаб: 1 : 200 000. Указать дату выпуска/состояния местности.